# Yarnell

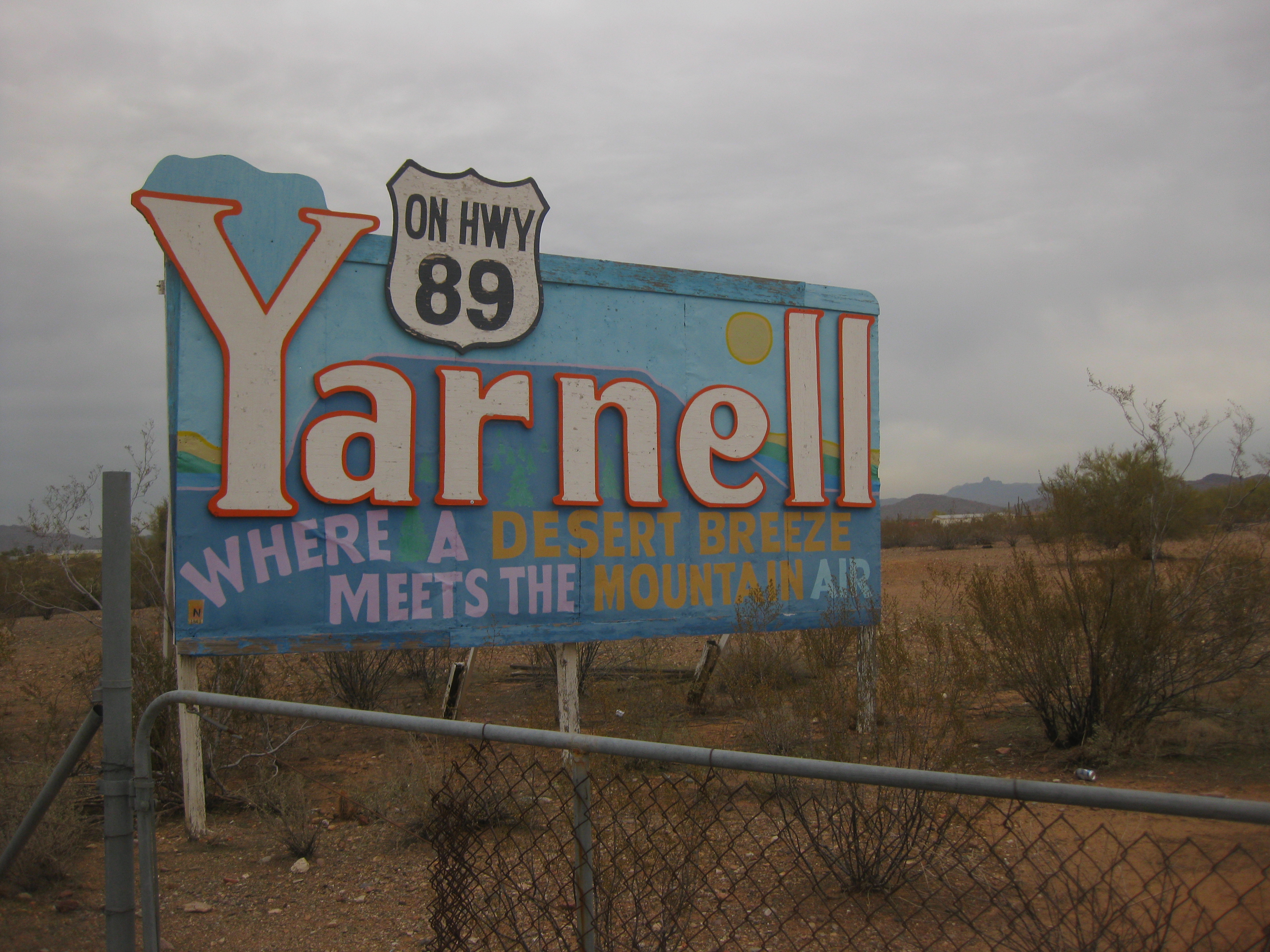
Affiche de bienvenue (welcome sign) à l'entrée de Yarnell

Yarnell est une census-designated place (CDP) située dans le comté de Yavapai dans l'État de l'Arizona aux États-Unis. La population y était de 645 habitants lors du recensement de 2000. L'économie de Yarnell est principalement basée sur l'exploitation minière, l'élevage équestre ainsi que les services aux voyageurs et aux retraités.
Le 30 juin 2013, un incendie de colline causé par la foudre a détruit la moitié de la ville et tué 19 sapeurs-pompiers.

## Annexe